# Monterrey (Casanare)
Monterrey é um município da Colômbia, localizado no departamento de Casanare.